# Bessoncourt
Bessoncourt (deutsch früher Bischingen) ist eine französische Gemeinde mit 1304 Einwohnern (Stand: 1. Januar 2022) im Territoire de Belfort in der Region Bourgogne-Franche-Comté. Die Bewohner werden Bessoncourtois und Bessoncourtoises genannt.

## Geographie
Bessoncourt liegt auf 358 m, etwa sechs Kilometer östlich der Stadt Belfort (Luftlinie). Das Dorf erstreckt sich im Flachland der Burgundischen Pforte, auf dem Plateau zwischen Belfort und dem ausgedehnten Waldgebiet des Bois de Bessoncourt, westlich des Baches Autruche.
Die Fläche des 7,80 km² großen Gemeindegebiets umfasst einen Abschnitt der nur schwach reliefierten Landschaft im Bereich der Burgundischen Pforte (Trouée de Belfort). Der zentrale Teil des Gebietes wird von einem Plateau eingenommen, das durchschnittlich auf 360 m liegt. Es ist überwiegend mit Acker- und Wiesland bedeckt, zeigt aber auch einige Waldflächen. Entwässert wird das Plateau durch die Autruche, die durch eine mehr als 500 m breite Talaue nach Süden fließt. Östlich der Talmulde erstreckt sich das Gemeindeareal in den Bois de Bessoncourt und umfasst den größten Teil dieser ausgedehnten Waldung, die ein Naherholungsgebiet von Belfort darstellt. Das Waldgebiet wird untergliedert durch zwei parallel verlaufende, langgezogene Anhöhen und der dazwischen liegenden breiten Mulde, die von der Madeleine durchflossen wird. Diese sorgt für die Entwässerung des Gebietes nach Süden zur Bourbeuse und damit zur Allaine.
Nachbargemeinden von Bessoncourt sind Denney und Phaffans im Norden, Frais im Osten, Petit-Croix und Chèvremont im Süden sowie Pérouse im Westen.

## Geschichte
Erstmals urkundlich erwähnt wird Bessoncourt bereits im Jahr 823 unter dem Namen Beyssingen. Von 1344 ist die Bezeichnung Buchingen überliefert. Mitte des 14. Jahrhunderts gelangte Bessoncourt unter die Oberhoheit der Habsburger. Besonders im Jahr 1618 hatte die Bevölkerung unter einer Pestepidemie zu leiden. Zusammen mit dem Sundgau kam Bessoncourt mit dem Westfälischen Frieden 1648 an die französische Krone.
Seit 1793 gehörte das Dorf zum Département Haut-Rhin, verblieb jedoch 1871 als Teil des Territoire de Belfort im Gegensatz zum restlichen Elsass bei Frankreich. Von 1883 bis 1886 wurde das Fort von Bessoncourt (auch Fort de Sénarmont) errichtet, das zum Befestigungsring von Belfort gehörte. Von 1997 bis 2016 war Bessoncourt Verwaltungssitz des Gemeindeverbandes Communauté de communes du Tilleul (ab 2014 Communauté de communes du Tilleul et de la Bourbeuse), der 2017 in der Grand Belfort Communauté d’Agglomération aufging.

## Sehenswürdigkeiten
Die Kirche Sainte-Suzanne wurde 1844 erbaut, wobei roter Sandstein aus den Vogesen verwendet wurde. Ebenfalls aus dem 19. Jahrhundert stammt das Waschhaus. Nordwestlich des Dorfes befindet sich die Befestigungsanlage Fort de Bessoncourt (1883–1886), die 1914 als Hospital und danach lange Zeit als Munitionsdepot diente und seit 1993 im Besitz der Gemeinde ist. Sie ist seit 1995 als Monument historique eingeschrieben.
Siehe auch: Liste der Monuments historiques in Bessoncourt
|  |  |

## Bevölkerung
| Jahr      | 1962 | 1968 | 1975 | 1982 | 1990 | 1999 | 2007 | 2017 |
| --------- | ---- | ---- | ---- | ---- | ---- | ---- | ---- | ---- |
| Einwohner | 306  | 268  | 346  | 508  | 805  | 940  | 943  | 1245 |

Mit 1304 Einwohnern (1. Januar 2022) gehört Bessoncourt zu den kleineren Gemeinden des Départements Territoire de Belfort. Nachdem die Einwohnerzahl am Anfang des 20. Jahrhunderts deutlich abgenommen hatte (1896 wurden noch 706 Personen gezählt), wurde seit Beginn der 1970er Jahre ein kräftiges Bevölkerungswachstum verzeichnet. Seither hat sich die Einwohnerzahl mehr als verdreifacht.

## Wirtschaft und Infrastruktur
Bessoncourt war bis weit ins 20. Jahrhundert hinein ein vorwiegend durch die Landwirtschaft (Ackerbau, Obstbau und Viehzucht) und die Forstwirtschaft geprägtes Dorf. Dank der verkehrsgünstigen Lage nahe dem Autobahnanschluss entwickelte sich seit den 1970er Jahren am westlichen Ortsrand eine Industrie- und Gewerbezone. Hier haben sich Unternehmen der Informationstechnologie, der Automobilindustrie, eine Autobahnwerkstätte und ein großes Einkaufszentrum niedergelassen, weswegen Bessoncourt heute eine Zupendlergemeinde ist. Daneben gibt es im alten Ortskern verschiedene Betriebe des Kleingewerbes. Viele Erwerbstätige sind auch Wegpendler, die in den Agglomerationen Belfort und Montbéliard ihrer Arbeit nachgehen.
Die Ortschaft ist verkehrstechnisch gut erschlossen. Sie liegt an der Hauptstraße D419, die von Belfort nach Altkirch führt. Der nächste Anschluss an die Autobahn A36, welche das Gemeindegebiet durchquert, befindet sich in einer Entfernung von ungefähr 1,5 Kilometer. Weitere Straßenverbindungen bestehen mit Chèvremont, Denney und Phaffans. Durch eine Buslinie ist Bessoncourt mit der Stadt Belfort verbunden.